# Jive
Jive ist ein Gesellschafts- und Turniertanz im Viervierteltakt, der ternär geteilt wird. Der Jive gehört zu den lateinamerikanischen Tänzen.

## Geschichte

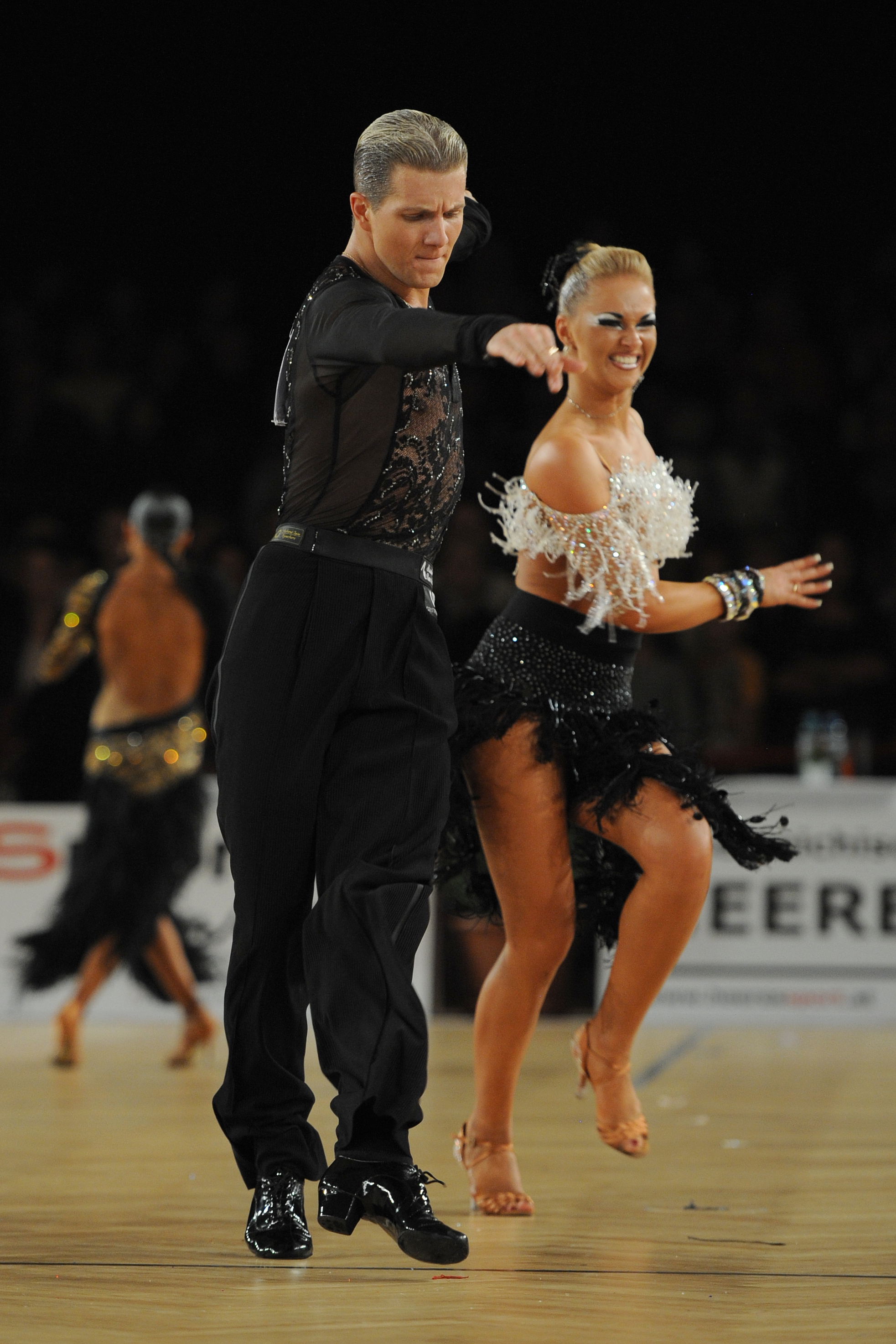
Alan Gilin und Anastasiya Trutneva, Kanada, bei der Austrian Open Championships Vienna, 2012

Jive ist eine Bezeichnung für einen Tanz, der vielfältige verwandte Vorläufer afroamerikanischen Ursprungs hat. Dazu gehören zu Beginn der 1930er Jahre Lindy Hop, Blues, Swing, in den 1940er Jahren der Boogie-Woogie, gefolgt in den 1950er Jahren vom Rock ’n’ Roll. Charakteristisch für all diese Tanzformen war und ist heute noch die stimulierende Musik. Amerikanische Soldaten brachten die in den USA beheimateten Tänze um 1940 nach Europa, wo sie bei der Jugend schnell sehr beliebt wurden. Als „ordinäre“ Tänze fanden sie aber nicht nur Freunde. Tanzpapst Alex Moore äußerte sich, dass er nie zuvor etwas „Grässlicheres“ gesehen habe. Englische Tanzlehrer entwickelten mit etwas langsamerer Musik den eleganten und doch lebendigen Jive. 1968 wurde er als fünfter Turniertanz zu den lateinamerikanischen Tänzen aufgenommen, seit 1976 gehört der Jive zum Welttanzprogramm. In England erfreut sich ein anderer Jive großer Beliebtheit: Anstelle der üblichen sechs Beats wird der Modern Jive auf acht Beats getanzt.

## Charakteristik und Technik
Charakteristisch sind offene Figuren, diverse Kicks und Twist. Hauptmerkmal ist das leicht-lockere Durchschwingen der Hüfte auf Zwei und Vier.
Im Gegensatz zu Rumba und Cha-Cha-Cha werden Merengue-Hüftaktionen getanzt, so dass die Hüfte über dem Standbein verbleibt und erst nach dem Gewichtswechsel auf die andere Seite wechselt. Die Schritte im Jive werden über den Ballen und die Innenkante der Füße angesetzt. Der Jive wird in der offenen Tanzhaltung getanzt, wobei der Herr mit seiner linken Hand die rechte Hand der Dame fasst. Eine enge Verwandtschaft besteht zum Boogie-Woogie und Rock ’n’ Roll.

## Rhythmik und Musik
Der Tanz hat einen ausgeprägten Viervierteltakt mit Betonung auf dem 2. und 4. Schlag.
Der World Dance Council (WDC) schreibt für das Jive-Tempo auf Turnieren 42 Takte pro Minute vor, die World DanceSport Federation (WDSF) 42–44 Takte pro Minute. Der Deutsche Tanzsportverband (DTV), der Österreichische Tanzsportverband (ÖTSV) sowie der Schweizer Tanzsport Verband (STSV) sind jeweils Mitglied des WDSF, daher werden bei Turnieren dieser Verbände ebenfalls die WDSF Tempo-Vorgaben angewendet.
Vom relativ hohen Turnier-Tempo wird in Tanzschulen jedoch auch auf bis zu 32 Taktschläge heruntergegangen.
Obwohl die Musik eine ternäre Rhythmik hat, wird zur deutlicheren Darstellung und Überhöhung des Rhythmus dieser fast punktiert getanzt. Im Chassé-Schritt ist das Timing (in Sechzehntelnoten gezählt) auf 1, 4, 5. Die geraden Zählzeiten (in Viertelnoten) werden durch ein Durchschwingen der Hüfte („durch die Knie schwingen“) betont.